# 广西榕
广西榕（学名：Ficus guangxiensis）为桑科榕属的植物，为中国的特有植物。分布于中国大陆的广西等地，生长于海拔460米的地区，常生于石灰岩山地岩石上，目前已由人工引种栽培。
其种加词“guangxiensis”意为“广西的”。